# Сакишима
Сакишима (на японски: 先島諸島, Sakishima-shotō) е група от 20 острова, разположени в югозападната част на архипелага Рюкю, между Източнокитайско море на север и Тихия океан на юг, територия на Япония. Състоят се от две групи острови: Мияко (Мияко, Ирабу, Тарама и др.) на изток и Яеяма (Ириомоте, Исигаки, Йонагуни, Курошима, Хатерума и др.) на запад. Общата им площ възлиза на 818 km². Населението към 2020 г. е 107 250 души. Част от островите са с вулканичен произход с височина до 530 m (на остров Исигаки), а останалите са предимно коралови. Покрай бреговете на повечето от тях се простират коралови рифове. Климатът е тропичен, мусонен, с чести тайфуни (до 45 годишно). Основните земеделски култури, отглеждани на островите, са захарна тръстика, ориз, тютюн, ананаси, батати. Развит е местният риболов и животновъдстовото (отглеждането на свине). Главните градове и пристанища са Исигаки (на едноименния остров) и Хирара (на остров Мияко).